# 省 (行政區劃)
省是多个国家使用的一级行政区单位名称。
中文里，“省”常用于翻译英文一词或相同語源单词，以及法语的區劃單位名。

## 中国
在中国，从隋朝开始将「省」用于中央政府的一级行政机关，例如尚书省、中书省等等。三省制度废除。源于元朝的行中书省，明朝和清前期，省成为一级行政区单位——布政使司的习惯性代称。
元朝政府将「行中书省」（简称「行省」）作為意义上的一級地方行政區劃之單位名称。行中书省本意即中央政府在地方行政上所設的全權機關，而不同於有一定高度自治權力的地方政府。明朝起，改为承宣布政使司，俗称「行省」，其中的「行」字偶爾省略；至清朝，正式名仍为布政使司，往往直称为「省」。
乾隆时，获得官方认可。至清末，是为一个习惯性的称谓。现在中华民国和中华人民共和国行政区划体系中，均是法定一级行政区单位名称。同时，在中华人民共和国行政区划体系下，延伸出省级行政区的概念。

### 清朝
由于「省」在清朝，长期是非正式的制度，故它的定义在清代前期、中期较为模糊。乾隆八年（1743年）成书的官修《一统志》中，列有布政使司，而无省。研究者指出，这表明清政府认可的一级行政区仍是布政使司，而非——「省」。乾隆五十二年（1787年）成书的官修《清朝文献通考》的《舆地考》则使用「省」作为各地区名称。同时，书中有文字解释原因。指明代巡抚人数无定，同一布政使司之地可置数位，有事则设、无事则罢。清朝巡抚则有定数，编制稳定且辖区固定。而此时，布政使司和按察使司分管财政、司法，隶属于巡抚，非一省之首。官方文件中，「省」已成为习惯用语。种种情况之下，“编纂《舆地考》亦概书为‘省’焉”。
研究者指出，《清朝文献通考》和《一统志》（和珅版）列举十八省，表明清政府遵从实际认定「省」作为18个巡抚（包括兼任巡抚事的总督）辖区的官方称谓。标志到乾隆末年，由18个巡抚辖区演变成的十八省被清政府建构完成。乾隆年间，这一系列官修典籍的成书，也让清代学者对「省」的概念逐渐清晰。晚清，新疆、台湾、东三省建省时，以设立巡抚为一省建立标志。但到清末，「省」仍只是一个习惯性称谓。而中国学界对清代三次分省——江南、湖广、陕甘分省的讨论延续至今成。
中华民国建立后，“省”成为法定一级行政区单位。

### 中华民国
中華民國於1912年建立時，省份承襲清朝舊制，當時全國共設22省。當時執政的北洋政府在22個省之外設置京兆、熱河、察哈爾、綏遠、川邊等幾個特別區域，西藏、蒙古、青海3個地方，另保留阿爾泰、塔城地區塔爾巴哈臺、3地區（後均併入新疆省）。
北洋政府的行政區劃級別為省、道、縣三級，並有「廢省置道」的計畫。當時全國設置93道，除甘肅省最多有7道外，各省平均數量大致在3至4個左右。
1928年，國民政府成功北伐統一全國後，改直隸、奉天2省為河北、遼寧，併京兆特別區入河北，將熱河、察哈爾、綏遠、川邊、寧夏、青海改建為6個省（川邊特別區改建西康省），總計28省，另外加上西藏、蒙古2個地方，以及分自俄、英收回的東省特別區、威海衛行政區，並增置與省平級的特別市（即直轄市）。
國民政府依照建國大綱制定訓政時期約法，地方制度改採省、縣二級制並廢除道制。但由於出現部分省份管轄縣數過多，省對縣的控制力量不彰，又於1931年設置行政督察區作為中介，但此一行政區劃缺乏法源依據。
1945年抗戰勝利後，國民政府將東三省劃分成九省，增設遼北、安東、合江、松江、嫩江、興安等6省，並復設臺灣省，共計35省。1949年，海南島和南海諸島自廣東省劃出，設立海南特別行政區，作為建省之準備。
1949年底，中華民國政府因國共內戰失利而撤退至臺灣，當時僅有臺灣全省，以及江蘇、浙江、福建、廣東、雲南、西康等省的部分區域，尚在中華民國政府的控制之下，其餘位在中國大陸的省份已全部丟失。1955年大陳島撤退後，中華民國的實際管轄區域僅限於臺澎金馬，省份僅餘臺灣、福建等2省；其中，福建省僅管轄金門群島、烏坵與馬祖列島。而隨著臺灣本島人口的增加，臺灣省已劃出6個直轄市，所占全國土地面積也從超過99%下降至69.79%。
2018年6月28日，行政院院長賴清德宣佈省級機關「去任務化」，措施包括預算歸零、所存省級行政組織及業務完全移交中央政府。省級機關實質上解散，僅依照憲法增修條文在名義上保留臺灣省政府、臺灣省諮議會、福建省政府的機關架構及臺灣省政府主席、臺灣省諮議會諮議長、福建省政府主席的職銜。
2018年7月1日，臺灣省政府的行政組織及業務全部由國家發展委員會接收；臺灣省諮議會業務由立法院接收。2018年12月31日，福建省政府之行政組織及業務則由行政院金馬聯合服務中心接收。
目前臺灣省與福建省已無省級行政機關。

### 中华人民共和国
中华人民共和国成立时的1949年，全国分为30省、1自治区、12直辖市、5行署区、1地方、1地区。直至1967年区划多次调整，省成为最主要的一级行政区。到1967年时，全国调整为22省、5自治区、3直辖市共计30省级行政区。
1988年，新增海南省。1997年，重庆市改制为直辖市。1997年和1999年中华人民共和国始在香港和澳门行使主权，相继新设2个特别行政区，至此共计23省（包括未實際統治的台灣）、5自治区、4直辖市和2特别行政区共计34省级行政区。
现行省份中，依照地方行政區劃來看，最早的省为1262年建立的陕西四川行中书省，最晚的为1988年建立的海南省（若计省级行政区，则为1999年建立的澳门特别行政区）。人口最多的省則为广东省。

## 越南
而在亦属汉字文化圈的越南，「省」沿用了类似近代中国的概念，指一級地方行政單位。

## 欧美国家
西方国家常见的「province」起源於羅馬帝國，羅馬人征戰四方並且將打下的新領土設置行省——「provinciae」。罗马帝国行省是羅馬帝國在義大利境外領土的主要領土和行政單位，亦使得這個字彙廣為流傳並且融入各種歐洲語言中。而這個字本身又起源於拉丁文裡的「provincia」，意指「影響的區域」，源自拉丁語中「pro」（在前方）與「關聯的」（vincia）兩種字根。
此語已被許多國家採用。在一些沒有實際省份的國家，“省份”是一個隱喻術語，意思是“在首都之外”，因此義大利，西班牙與希臘，譯為郡縣。
雖然一些省份是由國家最高權力機構人為製造的，但其他國家省份也有是具有自己種族身份的當地群體形成的。少數擁有獨立於中央或聯邦的自我權力，特別是在加拿大。在其他國家，如中國或法國，各省都是中央政府所創建，幾乎沒有自治權。
在法国，「province」一词是指法國大革命之前的行政区划行省，但已在大革命之後被新制的行政單位省（法文：département）所取代。

## 译名对照
通常「省」用于翻译英文環境中的和法语「département」，但依照各个国家的历史、法律以及习惯的不同，省的具体所指与中国有所不同。
- 第一，省不一定与中国一样是第一级行政区划，例如法国的省和意大利的省，是第二级行政区划。
- 第二，第一级行政区划不一定翻译为省。例如美國及印度之一級行政區英文皆為，但美國的「state」通常譯為「州」（不過麻薩諸塞州常簡稱「麻省」：如麻省理工學院），印度的則譯為「邦」。法國译為「大區」，德國則译為「州」或是「邦」。
- 第三，即使一个行政区划在英文中称为，中文也不一定称为省。例外包括朝鲜和韩国的道，泰国的府以及日本的令制国。

本列表主要收录那些使用了“省”这个翻译作为行政区划译名的国家或地区。需要注意的是，此表中所列的省份數量並不一定等於每個國家的該級行政區總數（因為同級的行政區可能有複數以上的單位種類），而且此表中所列出的「省」也不一定是該國的一級地方行政區劃（例如義大利、法国的省就是該國的二級地方行政單位）。
| 国家或地区名称   | 当地称呼                                  | 省的數量 | 備註                   |
| ---------------- | ----------------------------------------- | -------- | ---------------------- |
| 愛爾蘭           | 愛爾蘭語：                                | 4        | 參見：愛爾蘭省份       |
| 阿富汗           | 波斯文：wilayah                           | 24       |                        |
| 阿根廷           | 西班牙語：                                | 23       |                        |
| 比利时           | 法語：                                    | 10       |                        |
| 西班牙           | 西班牙語：                                | 50       | 參見：西班牙省份       |
| 玻利维亚         | 西班牙語：                                | 112      |                        |
| 巴基斯坦         | 英語：                                    | 4        |                        |
|                  | 英語：                                    | 19       |                        |
| 秘魯             | 西班牙語：                                | 180      |                        |
| 赤道几内亚       | 西班牙語：                                | 7        |                        |
|                  | 西班牙語：                                | 22       |                        |
| 法國             | 法語：                                    | 100      | 参见：省 (法国)        |
| 古巴             | 西班牙語：                                | 15       |                        |
| 荷蘭             | 荷蘭語：                                  | 12       |                        |
|                  | 英語：                                    | 8        |                        |
| 加彭             | 法語：                                    | 9        |                        |
| 加拿大           | 英语/法語：                               | 10       |                        |
|                  | 寮語：                                    | 16       |                        |
| 卢旺达           | 盧安達語：                                | 12       |                        |
| 马达加斯加       | 英語：                                    | 6        |                        |
| 南非             | 英語：                                    | 9        |                        |
| 菲律賓           | 菲律賓語：                                | 79       |                        |
| 聖多美和普林西比 | 葡萄牙語：                                | 2        |                        |
| 沙烏地阿拉伯     | 阿拉伯語： （通常不译为“省”而是译为“区”） | 13       |                        |
| 所罗门群岛       | 英語：                                    | 9        |                        |
| 泰國             | 泰語： （中文通常不译为“省”而是译为“府”） | 76+1     | 参见：泰國行政區劃     |
| 亞美尼亞         | 亞美尼亞語： （中文里译为“州”）           | 10       | 参见：亞美尼亞行政區劃 |
| 義大利           | 義大利語：                                | 103      |                        |
| 印度尼西亞       | 印尼語：                                  | 29       |                        |
| 伊朗             | 波斯語：                                  | 30       |                        |
| 智利             | 西班牙語：                                | 51       |                        |